# 清湛院
清湛院（せいたんいん、寛政元年3月25日（1789年4月20日） - 文化14年5月29日（1817年7月13日））は、江戸時代後期の女性。尾張藩第10代藩主・徳川斉朝の正室。11代将軍・徳川家斉の長女（第一子）。12代将軍・徳川家慶の異母姉。名は淑姫（ひでひめ）、諱は鎮子（しずこ）。

## 生涯
寛政元年（1789年）に11代将軍・徳川家斉の長女として生まれた。母は側室のお万の方。家斉が数え年17歳（満15歳）の時に生まれた第一子である。
誕生の翌年、寛政2年（1790年）8月28日、尾張藩第9代藩主徳川宗睦の嫡孫（養嗣子・治行の長男）五郎太と縁組。同年11月28日、御台所茂姫御養いとなる。寛政5年（1793年）6月3日、五郎太と結納。しかし翌寛政6年（1794年）9月2日、五郎太が重病になったため婚約破棄の申し出があり、翌3日五郎太は早世した。
寛政8年（1796年）2月5日、徳川治国の長男で、一橋家3代当主・徳川斉敦の養嗣子となっていた愷千代（後の斉朝）と縁組。治国は家斉の弟なので、愷千代と淑姫は従姉弟である。同年11月15日、結納を行う。寛政10年（1798年）4月に愷千代は尾張藩主徳川宗睦の養嗣子となったが、淑姫との婚約は継続され、10月13日翌年の尾張藩邸への輿入れが申し渡された。寛政11年（1799年）11月15日、11歳で7歳の斉朝と結婚した。同年12月、宗睦の死去により、斉朝が尾張藩主となった。斉朝は将軍の縁者として異例の速さの官位昇進を遂げたが、夫妻の成人後も子女には恵まれなかった。文化6年（1809年）9月15日、諱を鎮子とする。
文化14年（1817年）に死去。享年29。増上寺に埋葬された。